# Нормандсько-візантійські війни
Нормандсько-візантійські війни — низка військових конфліктів між вихідцями з Нормандського герцогства та Візантійською імперією, що тривали прибл. з 1040 по 1186 рік в Південній Італії, на Балканському півострові та в Леванті, за участю нормандських Сицилійського королівства на заході та Антіохійського князівства на сході. Останній нормандський напад на Візантію в 1185 році хоча й призвів до катастрофічного пограбування Фессалонік, зрештою було переможно відбито наступного року.

## Нормандське завоювання Південної Італії
З початку XI століття вихідці з Нормандії активно залучались різними протиборчими сторонами у Південній Італії. Нормандські лицарі служили як на боці повсталих лангобардів а Апулії, так і в арміях лангобардськиїх князівств півдня Італії — Салернському і Капуанському. Пізніше деякі нормандці, зокрема представники потужного роду Отвілів, залучались як допоміжні війська візантійської армії, під час спроби Георгія Маніака відвоювати Сицилію у арабів, але залишили візантійців після внутрішніх суперечок.
У 1030 році нормандець Райнульф Дренго отримав в лен Аверське графство, що ознаменувало початок постійних нормандських землеволодінь в південній Італії. У 1042 році Вільгельм Отвіль був посвячений графом, визнавши своїм сюзереном лангобарда, князя Салернського Гваймара IV. Щоб ще більше зміцнити зв'язки та легітимність, Роберт Гвіскар також одружився із дочкою Гваймара Сікельгайтою у 1058 році. Після смерті Гваймара нормандці ставали дедалі незалежнішими гравцями на південноіталійській арені, що призвело їх до прямого конфлікту з Візантією.
У той час, коли нормандці завоювували Південну Італію, Візантійська імперія перебувала у стані внутрішнього занепаду; управління імперією було зруйноване, ефективні урядові інституції, які забезпечували Василія II чвертю мільйона військ та достатніми ресурсами за рахунок оподаткування, протягом трьох десятиліть зруйнувалися. Спроби Ісаака I Комніна та Романа IV Діогена змінити ситуацію виявилися безрезультатними. Передчасна смерть першого та повалення другого призвели до подальшого краху, оскільки нормандці закріпили свої завоювання Сицилії та Італії.
Реджо-Калабрія, столиця тагми Калабрія, була захоплена Робертом Гвіскаром у 1060 році. Нв той час візантійці все ще утримували кілька прибережних міст в Апулії, зокрема столицю Італійського катепанату Барі. У 1067—1068 роках вони надали фінансову підтримку повстанню проти Гвіскара. У 1068 році нормандці взяли в облогу візантійське Отранто; того ж року вони розпочали і облогу самого Барі. Після перемоги над візантійцями в серії битв в Апулії та після двох невдалих візантійських спроб звільнити місто, місто Барі здалося у квітні 1071 року, що поклало край візантійській присутності в Південній Італії.
У 1079—1080 роках візантійці знову підтримали повстання проти Гвіскара. Ця підтримка значною мірою надавалася у формі фінансування менших груп нормандських няайманців для допомоги у повстанні.
Протягом тридцяти років (1061—1091) нормандські угруповання також завершили початкову спробу Візантії повернути Сицилію. Однак лише у 1130 році Сицилія та південна Італія були об'єднані в одне королівство, офіційно оформлене Рожером II Сицилійським.

## Перше нормандське вторгнення на Балкани (1081—1085)
Після успішного завоювання південної Італії нормандська фракція на чолі з Робертом Гвіскаром не бачила причин зупинятися, оскільки Візантія дедалі більше занепадала і виглядала вразливою до завоювання. Ще однією вагомою мотивацією нормандців до вторгнення була послідовна підтримка візантійцями повстань проти Роберта Гвіскара. Зокрема, околиця Візантійської імперії на заході Балканського півострова була відома як безпечне притулок для повстанських груп. Коли Олексій I Комнін зійшов на візантійський престол, його ранні екстрені реформи, такі як реквізиція церковних грошей (раніше немислимий крок) виявилися занадто слабкими, щоб зупинити нормандців.

Під проводом грізного Роберта Гвіскара та його сина Богемунд Таранто (пізніше Богемунд I Антіохійський), а також за допомогою військово-морських сил свого союзника, хорватського короля Димитрія Звоніміра, нормандські війська висадилися поблизу візантійського Діррахія на західному узбережжі Балканського півострова та взяли його в облогу. Олексій вирушив на звільнення міста та вступив у бій з нормандцями 18 жовтня 1081 року. Варяги були розміщені як авангард, але були заманені нормандським відступом та знищені. Основна лінія візантійців вступила в бій з нормандцями, але їхній моральний дух був похитнутий після того, як вони стали свідками знищення варягів, і вони були значно менш досвідченими воїнами порівняно з нормандцями. Невдовзі вони зламалися та були розгромлені. Самому Олексію ледве вдалося втекти. Битва при Диррахії, у довгостроковій перспективі, виявиться для Візантійської імперії такою ж критичною поразкою, як і Битва при Манцікерті за 10 років до того. Невдовзі нормандці захопили Діррахій та Корфу і продовжували захоплювати міста навколо Діррахія, на шляху до Касторії, яку також захопили і готувались до нападу на друге місто імперії, Фессалоніки. Олексій, відчайдушно шукаючи способу врятувати свою імперію, вдався до рішучих дипломатичних дій. Він сподівався змусити імператора Священної Римської імперії напасти на Папську область, номінального сюзерена нормандців з 1080 року, щоб змусити Гвіскара відволікти свої сили на допомогу папі. Він посилив свою пропозицію, підкупивши німецького короля Генріха IV 360 000 золотих номізм за напад на нормандців, а також на папство в Італії, що змусило Гвіскара в 1083—1084 роках відплисти до Італії з більшістю своїх сил, залишивши Боемунда командувати рештою нормандців на Балканах. Він також заручився союзом Генріха, графа Монте-Сант-Анджело, який контролював півострів Гаргано та датував свої хартії правлінням Олексія.

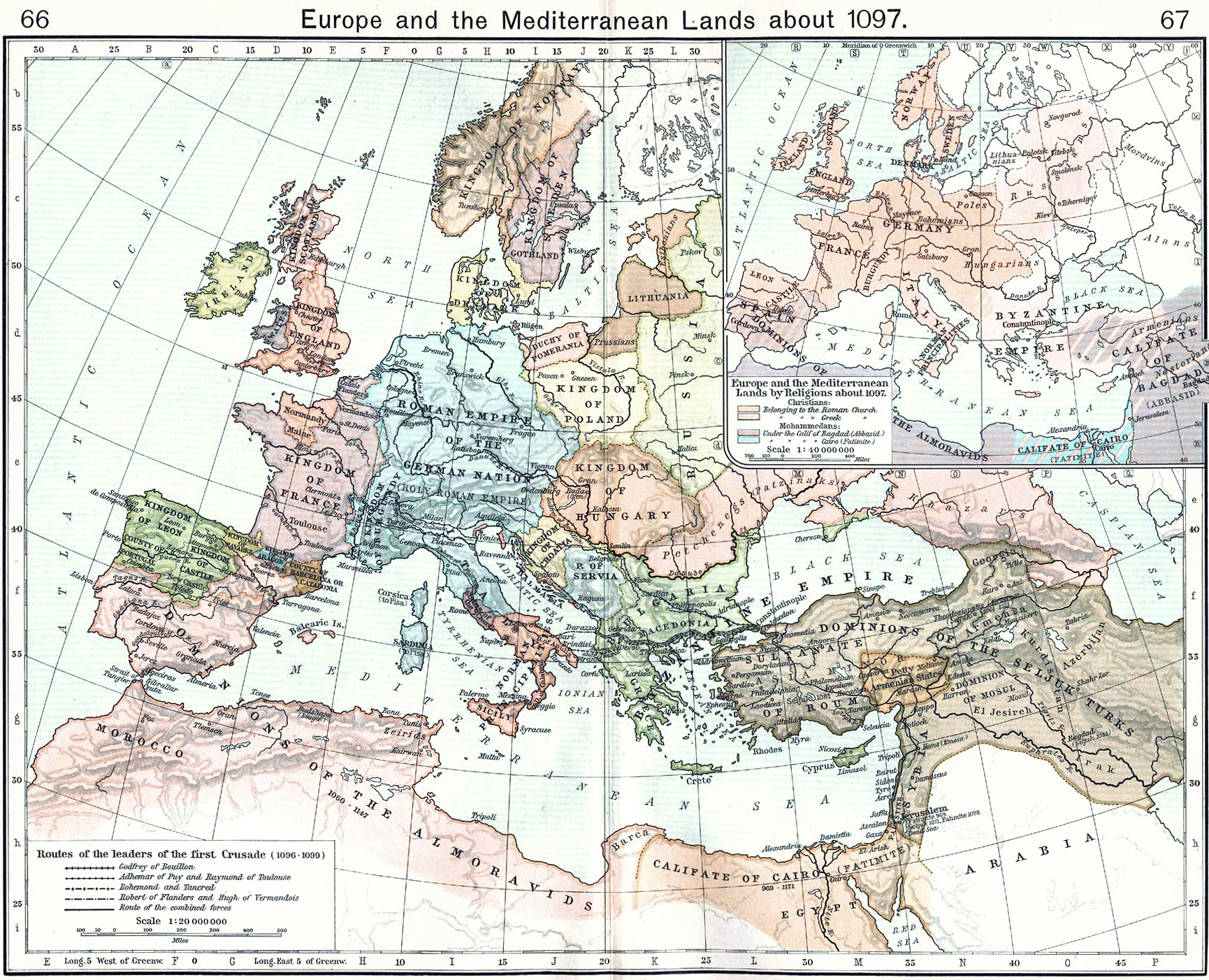
Карта Європи після смерті герцога Апулії Роберта Гвіскара в 1085 році.

Боемунд енергійно розпочав свою кампанію. Замість того, щоб вирушити в похід на Фессалонікі, як планував його батько, Боемунд вирушив на південь до Яніни, столиці Епіру. Місто швидко здалося, тоді як Олексій перегрупувався після поразки біля Діррахія та, зібравши нове військо, вирушив повертати місто. Десь влітку 1082 року Олексій та Боемунд зустрілися біля Яніни. Чисельність невідома, але вважається, що Олексій трохи переважав нормандців. Олексій сподівався заманити Боемунда у фронтальну атаку, звідки він міг би обійти нормандців з флангу. Однак, Боемунд натомість наказав своїм лицарям атакувати з флангів, що здивувало ромеїв, які швидко відступили, а більша частина піхоти була вбита. Олексій знову втік до Фессалонік, де зібрав нове військо, оплачуючи його переважно скарбами з православних церков. Тим часом Боемунд продовжував просуватися на південь, де обложив Арту. Однак, на відміну від Яніни, Арта трималася. Олексій знову вирушив на допомогу обложеним містам, змусивши Боемунда зняти облогу, щоб зустріти армію Олексія. Перед битвою Олексій встановив кілки, щоб посадити на палю коней нормандців, але Боемунд вчергове обійшов імператора з флангу зі своїми лицарями і знову розгромив армію Олексія. Візантійці, повністю деморалізовані кількома поразками, відступили майже миттєво, як тільки їх оточили з флангів, а піхота передової лінії знову була оточена та знищена. Однак, на відміну від Діррахіума та Яніни, ромеї не були повністю розгромлені, і Олексію вдалося відновити порядок серед своїх людей та відступити. Боемунд, використовуючи свою перевагу, не поновлював облогу, а натомість рушив на північ, підкоривши Скоп'є, перш ніж повернутися до Касторії на зиму. Однак після перемог молодий нормандець здобув впевненість у своїй армії та, замість того, щоб зимувати в теплих ліжках, вирішив обложити Ларису, столицю регіону.
Вже був початок листопада, коли Боемунд дістався міста та взяв його в облогу. Оборону міста очолював Лев Кефалас, ветеран, повністю відданий Олексію. Кефалас тримався шість місяців під час виснажливої зими, але до весни припаси закінчувалися, і місто почало голодувати. Однак, взимку впертий імператор зібрав ще одну армію, включаючи 7000 турецьких найманців із Румського султанату, і навесні вирушив до Лариси. Він також відправив агентів, щоб сіяти розбрат у нормандському таборі, звинувачуючи високопоставлених офіцерів у державній зраді, що підривало владу Боемунда. Олексій прибув до міста наприкінці весни та провів кілька тижнів, тренуючи своїх людей та плануючи атаку. Олексій знав, що його некваліфікована армія не мала жодних шансів у відкритому бою проти досвідчених, боєздатних сил Боемунда, як це було показано в Яніні та Арті. Натомість він використав місцевих жителів, щоб навчити своїх командирів усім особливостям місцевості і спланував засідку.
У липні 1083 року Олексій зробив свій хід. Він відправив більшу частину своєї армії на очах у нормандців, викликавши їх до атаки. Боемунд вишикувався для битви та пішов у атаку. Однак імперська армія відступила, завівши нормандців у пастку, які під час переслідування імператорської армії були атаковані з флангу військами Олексія та османськими турками. Тут Боемунд відокремився від більшості своєї армії, коли граф Брієнн, один із командирів Боемунда, відірвав своїх лицарів, щоб напасти на його переслідувачів. Однак це закінчилось катастрофою. Важко озброєні лицарі графа не встигали за легкими турецькими кіннотниками Олексія, і, не маючи змоги вступити в бій з ворогом, були знищені турецькими стрілами. Брієнн втратив більшу частину своїх сил і був розгромлений. Тим часом Боемунд наказав своїм військам відступити до облогового табору, побоюючись бути обійденими з флангу. Повернувшись до табору, його зустріли розбиті залишки військ Брієнна. Наступного ранку візантійці, які значно переважали своїх ворогів, атакували облоговий табір Боемунда. Боемунд, навчившись на помилках Брієнна, наказав своїм військам не переслідувати ворогів. Олексій, замість того, щоб атакувати безпосередньо, знову використав своїх турків для переслідування нормандців. Боемунд наказав своїм людям спішитись з коней та утворити стіну щитів, щоб захиститися від хвилі стріл. Після кількох годин такого переслідування, під час якого стріли повалили багатьох, нормани нарешті зламалися та відступили на захід, до Трікали. Олексій не переслідував.
Боемунду вдалося відновити контроль над своїми військами в Трикалі. Однак Олексій доклав усіх зусиль, щоб приборкати нормандську загрозу. Вже посіявши розбрат у нормандських військах до Лариси, Олексій щедро підкупив багатьох солдатів, щоб ті дезертували з армії Боемунда. Боемунд зрозумів, що не може конкурувати з імператором у плані хабарів, оскільки Олексій мав багатства всієї Східної Римської імперії (Візантії), тоді як Боемунд був сам на ворожій території. Боемунд, побоюючись повного заколоту, був змушений відплисти назад до Італії, відмовившись від усіх завоювань, яких він досяг на Балканах. Незважаючи на кілька великих перемог, здобутих Боемундом, зрештою, йому знадобилася лише одна поразка, щоб приректи його справу на провал. У наступні роки візантійські армії за допомогою венеційців повернули собі всі землі, захоплені Боемундом.
Норманська небезпека на деякий час закінчилася зі смертю Роберта Гвіскара в 1085 році, що поєдналося з перемогою Візантії та вирішальною допомогою Венеції, що дозволило Візантійцям повернути собі Балкани. Олексій був змушений надати венеціанцям привілеї, щоб забезпечити їхню підтримку, що зрештою призвело до того, що вони контролювали значну частину фінансового сектору імперії.

## Антіохійське повстання (1104—1140)
Під час Першого хрестового походу візантійці змогли певною мірою використовувати нормандських найманців для перемоги над сельджуками в численних битвах. Ці нормандські найманці відіграли важливу роль у захопленні кількох міст. Припускається, що в обмін на клятву вірності Олексій пообіцяв Богемунду землі навколо міста Антіохія, щоб створити буферну васальну державу та одночасно тримати Боемунда подалі від Італії. Однак, коли Антіохія впала, норманці відмовилися її передати імператору, хоча з часом було встановлено візантійське панування. Побоюючись, що це сигналізувало про наміри Візантії відвоювати Південну Італію та позбавити його сюзеренітету над нормандцями, папа Інокентій II оголосив імператора відлученим від церкви та пригрозив будь-якому латинському християнину, який служив у його армії, тим самим покаранням. Після смерті Івана Комніна нормандське Антіохійське князівство знову повстало, вторгнувшись до Кілікії (яка також повстала) та розграбувавши значну частину Кіпру. Швидка та енергійна реакція Мануїла Комніна дозволила візантійцям домогтися ще сприятливішого modus vivendi з Антіохією (у 1145 році вони були змушені надати Візантії контингент військ та дозволити візантійський гарнізон у місті). Однак місту було надано гарантії захисту від тюркських нападів, і в результаті Нур ад-Дін Зангі утримався від нападів на північні частини держав хрестоносців.

## Друге нормандське вторгнення на Балкани (1147—1149)

Південна Італія в 1112 році, на момент досягнення повноліття Рожера II, із зображенням основних держав та міст. Кордон Королівства Сицилія у 1154 році, на момент смерті Роджера, показаний товстішою чорною лінією, що огинає більшу частину південної Італії.

У 1147 році Візантійська імперія за правління Мануїла I Комніна зіткнулася з війною, яку розпочав Рожер II Сицилійський, чий флот захопив візантійський острів Корфу та пограбував Фіви та Коринф. Однак, незважаючи на те, що Мануїл був змушений відволіктись на напад половців на Балканах, у 1148 році він заручився союзом Конрада III Німецького та допомогою венеціанців, які швидко перемогли Рожера своїм потужним флотом. Приблизно в 1148 році політична ситуація на Балканах була розділена між двома сторонами: однією з них був союз Візантії та Венеції, іншою — норманів та угорців. Нормани були впевнені в небезпеці того, що поле бою переміститься з Балкан до їхньої території в Італії. Серби, угорці та нормани обмінялися посланцями, маючи інтереси в тому, щоб зупинити плани Мануїла повернути Італію. У 1149 році Мануїл повернув собі Корфу та готувався до наступу проти норманів, тоді як Рожер II відправив Георгія Антіохійського з флотом із 40 кораблів розграбувати передмістя Константинополя. Мануїл вже домовився з Конрадом про спільне вторгнення та розділ південної Італії та Сицилії. Відновлення німецького союзу залишалося головним напрямком зовнішньої політики Мануїла до кінця його правління, незважаючи на поступове розбіжність інтересів між двома імперіями після смерті Конрада. Однак, поки Мануїл перебував у Валоні, плануючи наступ через Адріатику, повстали серби, що створило загрозу для візантійських баз на Адріатиці.

## Втручання Мануїла I у справи Південної Італії (1155—1156)
Смерть Рожера II в лютому 1154 року, якого успадкував Вільгельм I, у поєднанні з масовими повстаннями проти правління нового короля на Сицилії та в Апулії, присутністю апулійських біженців при візантійському дворі та нездатністю Фрідріха Барбаросси (наступника Конрада III) впоратися з нормандцями, спонукали Мануїла скористатися численними нестабільностями, що існували на Італійському півострові. Він відправив Михайла Палеолога та Івана Дуку, обидва з яких мали високий імперський сан севаста, з візантійськими військами, 10 візантійськими кораблями та великою кількістю золота до Апулії (1155). Двом генералам було доручено заручитися підтримкою Фрідріха Барбаросси, оскільки він вороже ставився до нормандців Сицилії та на той час перебував на південь від Альп, але той відмовився, оскільки його деморалізована армія прагнула якомога швидше повернутися на північ від Альпb[›]. Тим не менш, за допомогою невдоволених місцевих баронів, включаючи графа Роберта Лорітелло, експедиція Мануеля досягла вражаюче швидкого успіху, оскільки вся Південна Італія повстала на повстання проти сицилійського короля Вільгельма I. Далі послідувала низка вражаючих успіхів, оскільки велика кількість фортець піддалися або силі, або спокусі золота.
Вільгельм та його армія висадилися на півострові та 28 травня 1156 року знищили візантійський флот (4 кораблі) та армію в Бріндізі, а також повернули Барі. 18 червня 1156 року в Беневенто папа Адріан IV і Вільгельм I уклали Беневентську угоду, в якій папаа відмовився від підтримки повстанців і затвердив Вільгельма королем. Влітку 1157 року він відправив флот із 164 кораблів з 10 000-ним військом, щоб розграбувати візантійські Евбею та Альміру. У 1158 році Вільгельм уклав мир з візантійцями.

## Третє нормандське вторгнення на Балкани (1185—1186)
Хоча останні вторгнення та останній великомасштабний конфлікт між двома державами тривали менше двох років, третє нормандське вторгнення ще більше наблизилося до захоплення Константинополя. Тоді візантійський імператор Андронік I Комнін дозволив нормандцям відносно безперешкодно просунутись аж до Салонік. Хоча Давид Комнін зробив деякі приготування, очікуючи нормандського нападу, зокрема наказав зміцнити міські стіни та виділив чотири загони для оборони міста, цих запобіжних заходів виявилися недостатніми. Лише один з чотирьох загонів фактично вступив в бій, в результаті чого місто було відносно легко захоплене нормандськими військами. Після захоплення міста нормандці розграбували Фессалоніки. Паніка, викликана в Візанітії падінням Фессалонік, призвела до повстання, в результаті якого на престол зійшов Ісаак II Ангелос. Після падіння Андроніка посилена візантійська польова армія під командуванням Олексія Брани завдала рішучої перемоги нормандцям у Битві біля Деметриці. Після цієї битви Фессалоніки були швидко відвойовані, а нормандців відкинули до Італії. Винятком було острівне Пфальцграфство Кефалонії та Закінфу, яке залишалося у руках нормандського адмірала Маргарита Бріндізійського та його наступників ще протягом трьох століть, поки не потрапило під владу османів у 1479 році.

## Наслідки
Оскільки нормандці не змогли захопити Балкани, вони звернули свою увагу на європейські справи. Тим часом візантійці з часів Мануїла Комніна не мали ні бажання, ні ресурсів для будь-якого вторгнення в Італію. Після третього нормандського вторгнення на Балкани, виживання імперії стало для Візантії важливішим, ніж якась провінція на іншому боці Адріатичного моря Смерть Вільгельма II, який не мав спадкоємця, призвела до нестабільності та потрясінь в нормандському Сицилійському королівстві, і в 1194 році владу захопили німецькі Гогенштауфени, яких у 1266 році замінили французькі Анжуйці. Послідовні сицилійські правителі зрештою продовжили нормандську політику спроби завоювання поствізантійських держав в на островах в Іонічному морі та на материковій Греції, намагаючись ствердити сюзеренітет над Корфу, який нарешті завоював у 1260 році, Пфальцграфством Кефалонії та Закінфу, Епірським деспотатом та іншими територіями.

### Первинні
- Anna Comnena, translated by E. R. A. Sewter (1969). The Alexiad. London: Penguin Books. ISBN 0-14-044215-4.

### Вторинні
- Birkenmeier, John W. (2002). The Campaigns of Manuel I Komnenos. The Development of the Komnenian Army: 1081–1180. Brill Academic Publishers. ISBN 90-04-11710-5.
- Brooke, Zachary Nugent (2004). East and West:1155–1198. A History of Europe, from 911 to 1198. Routledge (UK). ISBN 0-415-22126-9.
- Charanis, Peter. (1952). «Aims of the Medieval Crusades and How They Were Viewed by Byzantium.» Church History, Vol. 21, No. 2, pp. 123–134.
- Davis-Secord, Sarah. (2017). «Sicily at the Center of the Mediterranean». Where Three Worlds Met: Sicily in the Early Medieval Mediterranean. Cornell University Press. ISBN 1501712594ISBN 1501712594.
- Duggan, Anne J. (2003). The Pope and the Princes. Adrian IV, the English Pope, 1154–1159: Studies and Texts edited by Brenda Bolton and Anne J. Duggan. Ashgate Publishing, Ltd. ISBN 0-7546-0708-9.
- Christopher Gravett and David Nicolle (2006). The Normans: Warrior Knights and Their Castles. Oxford: Osprey. ISBN 1-84603-088-9ISBN 1-84603-088-9.
- John Haldon (2000). The Byzantine Wars. The Mill: Tempest. ISBN 0-7524-1795-9ISBN 0-7524-1795-9.
- Holmes, George. (1988). The Oxford Illustrated History of Medieval Europe. Oxford University Press. ISBN 0192854356ISBN 0192854356.
- Richard Holmes (1988). The World Atlas of Warfare: Military Innovations That Changed the Course of History. Middlesex: Penguin. ISBN 0-670-81967-0ISBN 0-670-81967-0.
- Loud, G. A. (1999). «Coinage, Wealth, and Plunder in the Age of Robert Guiscard». The English Historical Review. Vol. 114, No. 458, pp. 815–843.
- Magdalino, Paul (2002). The Empire of Manuel I Komnenos, 1143–1180. Cambridge University Press. ISBN 0-521-52653-1.
- McQueen, William B. «Relations Between the Normans and Byzantium 1071—1112». Byzantion, vol. 56, 1986, pp. 427–476. JSTOR 44161007. Accessed 22 Apr. 2020.
- Norwich, John Julius (1998). A Short History of Byzantium. Penguin. ISBN 0-14-025960-0.
- Norwich, John Julius (1995). Byzantium: The Decline and Fall. London: Viking. ISBN 0-670-82377-5.
- Rowe, John Gordon. (1959). «The Papacy and the Greeks (1122—1153)». Church History. Vol. 28, No. 2, pp. 115–130.
- Shepard, Jonathan. (1973). «The English and Byzantium: A Study of Their Role in the Byzantine Army in the Later Eleventh Century». Traditio, Vol. 29. pp. 53–92.
- Theotokis, Georgios (2014). The Norman Campaigns in the Balkans: 1081–1108. Woodridge, Suffolk, UK: The Boydell Press. ISBN 978-1-84383-921-7.
- Venning, Timothy; Frankopan, Peter (1 травня 2015). A Chronology of the Crusades (англ.). Routledge. ISBN 978-1-317-49643-4. Процитовано 18 лютого 2024.